# Arctosa depuncta
Arctosa depuncta là một loài nhện trong họ Lycosidae.
Loài này thuộc chi Arctosa. Arctosa depuncta được Octavius Pickard-Cambridge miêu tả năm 1876.